# Männiku järv
Le lac de Männiku (estonien : Männiku järv) est un lac se situant dans le village de Männiku et à Tallinn en Estonie,,,.

## Présentation
Le lac est un lac artificiel créé par l'exploitation d'une carrière de sable. 
Le lac artificiel est né du côté nord du village de Männiku. 
Le lac mesure 3,9 kilomètres de long et 700 mètres de large à son point le plus large. La superficie du lac est de 105 hectares et il comporte deux îles d'une superficie totale de 0,4 hectare. La plus grande des îles mesure 120 mètres de long. Le lac est formé de deux bassins.
Le bassin méridional mesure 1,8 kilomètre et le bassin septentrional mesure 2,9 kilomètres. 
Les bassins sont reliés par un détroit de 40 mètres de large. Un bassin d'un kilomètre de long et 260 mètres de large a été creusé à côté du bassin nord, et il est séparé du bassin nord par un remblai étroit. 
L'étendue du bassin versant du lac est de 13,0 kilomètres carrés. 
Le lac a une profondeur moyenne est de 5 mètres et la profondeur maximale est de 9 mètres. Le volume du lac est estimé à 0,003 60 km3, soit 3,60 millions de mètres cubes. 
La longueur du rivage du lac est de 9,3 kilomètres et les rives du lac sont en sable. 
Du côté nord-est du lac, derrière un isthme d'environ 130 mètres de large, se trouve un autre lac artificiel, le lac Raku järv, qui a également été créé en extrayant du sable,,.

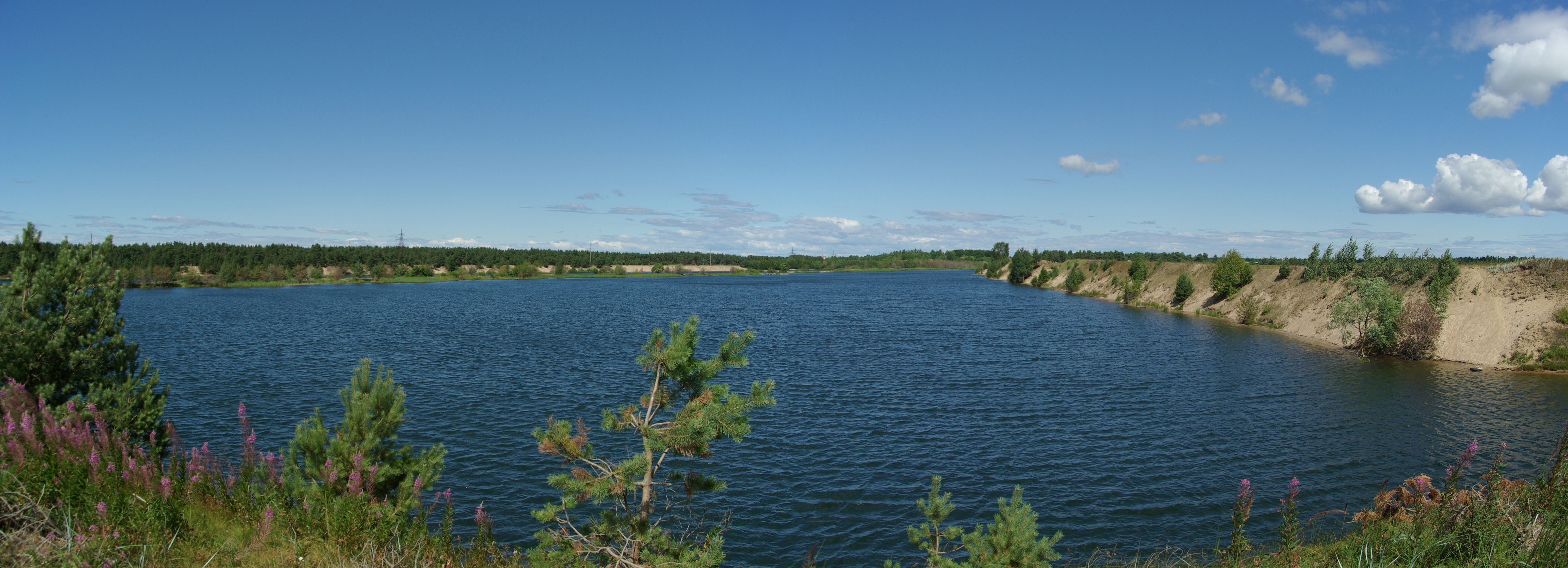

## Classification et écologie
Selon la classification (VRD 3) de la Directive-cadre sur l'eau (VPD) en termes de dureté de l'eau, le lac est un lac moyennement dur, dont la masse d'eau est stratifiée en fonction de la température.
Le lac est classé limnologiquement à la fois comme lac d'eau dure et comme lac eutrophe. 
La teneur en calcaire de l'eau du lac est moyenne à élevée et sa teneur en nutriments est si élevée que le lac est eutrophe,.